# Jerzy Stanisław Umiastowski
Jerzy Stanisław Umiastowski herbu Roch III – podstarości brzeskolitewski w latach 1666–1678, sędzia grodzki brzeskolitewski w latach 1649–1652 i 1664-1666, stolnik wendeński w latach w 1658 roku, pisarz grodzki brzeskolitewski od 1646 roku.
W 1648 roku był elektorem Jana II Kazimierza Wazy z województwa brzeskolitewskiego. W 1674 roku był elektorem Jana III Sobieskiego z województwa brzeskolitewskiego.